# 昂盖拉克
昂盖拉克（法語：Engayrac）是法国洛特-加龙省的一个市镇，属于阿让区（Agen）博维尔县（Beauville）。该市镇总面积10.03平方公里，2009年时的人口为146人。

## 人口
昂盖拉克人口变化图示